# Eminem is Back
Eminem is Back är en mixtape av rapparen Eminem från 2004.

## Låtlista
1. Hellbound
2. Nuttin' To Do
3. She's The One
4. Threesixfive
5. Scary Movies
6. Rush Ya Clique
7. Hustlers & Hardcore
8. Rock City
9. Macosa
10. Nuttin' To Do (clean Radio Version)
11. Scary Movies (instrumental Version)